# Carlos González Peña
Carlos González Peña (Salamanca, 28 luglio 1983) è un allenatore di calcio ed ex calciatore spagnolo, di ruolo difensore, tecnico del Persija.

## Carriera

### Club
Ha cominciato la carriera nel Barcellona B, giocando poi con Albacete e Recreativo Huelva
Nel 2010 è passato al Real Valladolidcon cui nella stagione 2012-2013 ha giocato 20 partite nella massima serie spagnola.
In seguito ha giocato nel Real Oviedo, Getafe, Lorca e FC Goa.
Il 9 aprile 2020 ha annunciato il suo ritiro ufficiale dal calcio giocato al termine della stagione.

### Nazionale
Con la nazionale Under-20 prese parte al Mondiale 2003, giungendo secondo.

## Statistiche

### Presenze e reti nei club
| Stagione           | Squadra            | Campionato         | Campionato | Campionato | Coppe nazionali | Coppe nazionali | Coppe nazionali | Coppe continentali | Coppe continentali | Coppe continentali | Altre coppe | Altre coppe | Altre coppe | Totale | Totale |
| Stagione           | Squadra            | Comp               | Pres       | Reti       | Comp            | Pres            | Reti            | Comp               | Pres               | Reti               | Comp        | Pres        | Reti        | Pres   | Reti   |
| ------------------ | ------------------ | ------------------ | ---------- | ---------- | --------------- | --------------- | --------------- | ------------------ | ------------------ | ------------------ | ----------- | ----------- | ----------- | ------ | ------ |
| 2014-2015          | Real Valladolid    | SD                 | 37+2       | 1          | CR              | 2               | 0               | -                  | -                  | -                  | -           | -           | -           | 41     | 1      |
| 2015-2016          | Real Oviedo        | SD                 | 37         | 0          | CR              | 0               | 0               | -                  | -                  | -                  | -           | -           | -           | 37     | 0      |
| ago.-dic.2016      | Real Oviedo        | SD                 | 4          | 0          | CR              | 1               | 0               | -                  | -                  | -                  | -           | -           | -           | 5      | 0      |
| Totale Real Oviedo | Totale Real Oviedo | Totale Real Oviedo | 41         | 0          |                 | 1               | 0               |                    | -                  | -                  |             | -           | -           | 42     | 0      |
| gen.-giu.2017      | Getafe             | SD                 | 13+1       | 0          | CR              | -               | -               | -                  | -                  | -                  | -           | -           | -           | 14     | 0      |
| 2017-2018          | Lorca              | SD                 | 35         | 0          | CR              | 1               | 0               | -                  | -                  | -                  | -           | -           | -           | 36     | 0      |
| 2018-2019          | Goa                | ISL                | 16+3       | 0          | SC              | 4               | 0               | -                  | -                  | -                  | -           | -           | -           | 23     | 0      |
| 2019-2020          | Goa                | ISL                | 18+2       | 2          | -               | -               | -               | -                  | -                  | -                  | -           | -           | -           | 20     | 2      |
| Totale Goa         | Totale Goa         | Totale Goa         | 39         | 2          |                 | 5               | 0               |                    | -                  | -                  |             | -           | -           | 44     | 2      |
| Totale carriera    | Totale carriera    | Totale carriera    | 168        | 3          |                 | 8               | 0               |                    | -                  | -                  |             | -           | -           | 176    | 3      |

## Palmarès

### Competizioni nazionali
- Super Cup: 1

FC Goa: 2019
- ISL Shield: 1

FC Goa: 2019-2020